# 奉天洮昌道
奉天洮昌道，全称分巡奉天洮昌等处地方兵备道，清朝到民国初期设置的道，属于奉天省（辽宁省）。
清朝设置的道。辖2府：洮南府（治今吉林省洮南市）、昌图府（治今辽宁省昌图县），治所在辽源州（治今吉林省双辽市），宣统元年（1909年）三月设立，民国初年改为洮昌道。